# Sessera
La Sessera est un torrent du Piémont, affluent de la Sesia. Son cours se développe dans une partie de la province de Biella puis passe par la vallée de la province de Verceil avant de se jeter dans la Sesia aux alentours de la commune de Borgosesia. Le bassin de la Sessera possède un périmètre de 69 kilomètres. Le cours du torrent est barré par les hameaux des communes de Vallanzengo et de Camandona, formant le bassin des Mêlées, réalisé dans un but hydroélectrique.

## Géographie

### Parcours

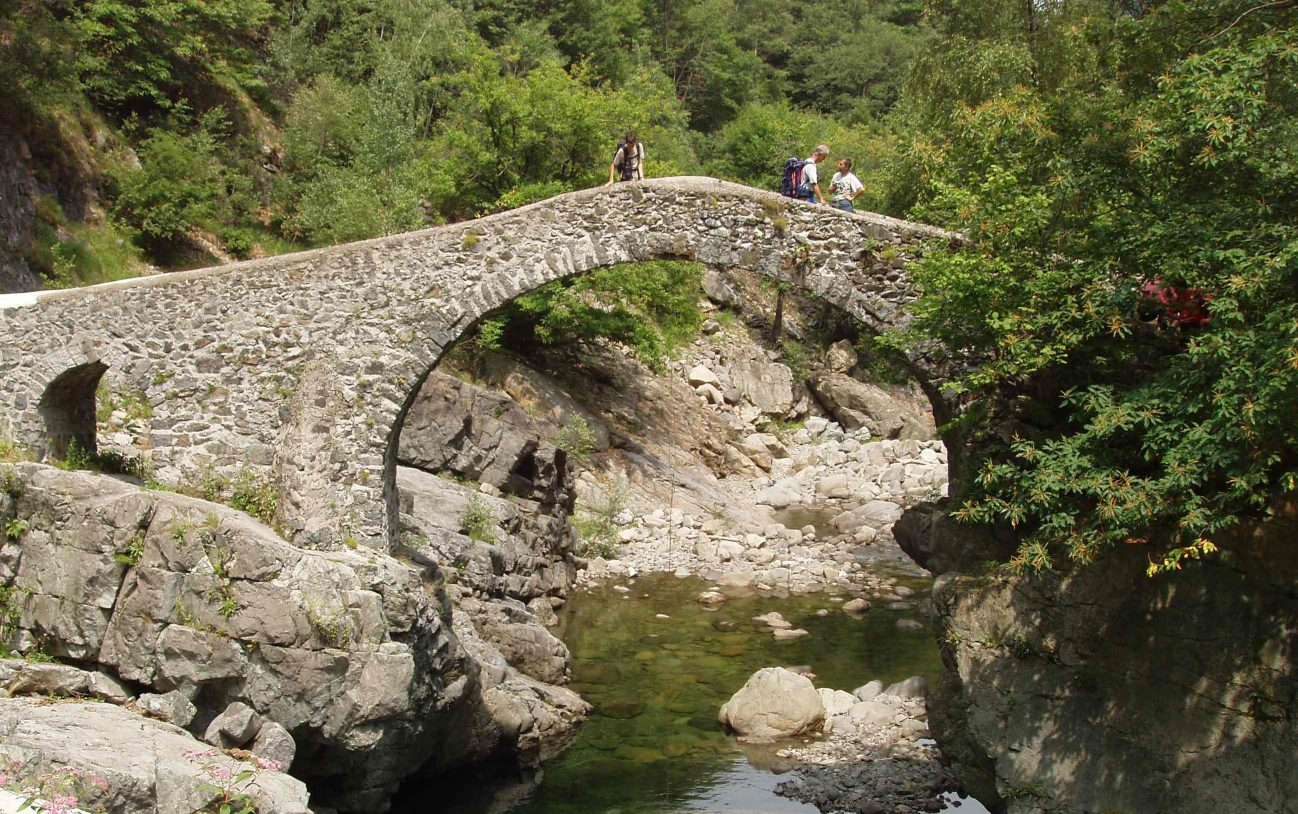
La Sessera sous le pont de Babbiera.

Le torrent naît à environ 2 000 m d'altitude sur le versant oriental de la Punta del Manzo, dans les environs du mont Bo. Partant de sa source, il traverse les territoires de plusieurs communes du Biellese central. En descendant dans la vallée, le torrent passe par les communes de Mosso, Trivero, Portula, Coggiola, Pray et Crevacuore  (dans la province de Biella) puis par celles de Guardabosone, Serravalle Sesia et Borgosesia (dans la province de Verceil).

### Principaux affluents
- Torrent Dolca : affluent hydrographique sur la rive gauche naissant sur le versant oriental du Mont Bo à environ 2 000 m d'altitude et termine sa course dans la Sessera au niveau du bassin des Mischie.
- Torrent Ponzone : affluent hydrographique sur la rive droite de Crocemosso qui, après avoir traversé une région densément peuplée, se jette dans la Sessera à Pray.
- Torrent Strona di Postua : affluent hydrographique sur la rive gauche naissant au nord du Mont Barone, parcourant la vallée homonyme et se jetant dans la Sessera à Crevacuore.

## Histoire
Les crues de la Sessera ont causé de graves dommages au cours des évènements alluviaux ayant impliqué le Biellese, dont celle de novembre 1968 a sans aucun doute été la plus coûteuse.

## Utilisation
Dans sa partie en vallée, le torrent subit de nombreux prélèvements hydriques à usage industriel au service des différentes activités manufacturières de la zone. De nombreux prélèvement sont aussi effectués dans divers aqueducs locaux afin de juger de la potabilité des eaux. Le statut environnemental des eaux du torrent a été jugé par la région du Piémont comme bonne jusqu'à Portula et suffisante à Pray et Borgosesia.
La partie du torrent située en montagne est très fréquentée des pêcheurs et est intéressante, en particulier, pour sa forte teneur en Salmo fario et Salmo marmoratus. Entre Coggiola et la digue des Mischie, on trouve également de nombreux baigneurs durant la période estivale.

## Sources
- (it) Cet article est partiellement ou en totalité issu de l’article de Wikipédia en italien intitulé « Sessera » (voir la liste des auteurs).